# Stadionul Mestalla
Estadio Mestalla este un stadion de fotbal în Valencia, Spania. Stadionul este locul unde își dispută meciurile de acasă Valencia Club de Fútbol. Cu o capacitate de 55.000 de locuri, este al cincilea ca mărime din Spania.
În viitorul apropiat Valencia se va muta pe Nou Mestalla, noul stadion al echipei cu o capacitate de 61.500 de locuri, localizat în Valencia, dar din cauza crizei financiare prin care trece Valencia CF nu se știe când noul stadion va fi gata.